# Robert Trebor
Robert Trebor (gebürtig Robert Schenkman; * 7. Juni 1953 in Philadelphia, Pennsylvania; † 11. März 2025 in Los Angeles, Kalifornien) war ein US-amerikanischer Schauspieler.

## Leben und Wirken
Trebor wurde in eine Familie jüdischer Herkunft geboren. Interesse an der Schauspielerei zeigte er bereits in seiner Jugend. Eine erste kleine Rolle hatte er als Kind in der Filmproduktion Face of Fire (1959). Später nahm Trebor Schauspielunterricht und war in diversen Theater-Gruppen aktiv. 1975 machte er seinen Abschluss in Theaterwissenschaften an der Northwestern University in Evanston (Illinois). Seine ersten professionellen Erfahrungen sammelte er als Bühnendarsteller; einen größeren Erfolg in diesem Bereich konnte Trebor mit der Hauptrolle in dem Musical How to Succeed in Business Without Really Trying auf dem St. Joseph's Summer Music Theatre Festival verbuchen.
Bereits während seiner Studienzeit begann Trebor auch erste Erfahrungen im Filmgeschäft zu sammeln und hatte eine (unerwähnte) kleine Nebenrolle in dem Kriminalfilm Calahan. Nach seinem Abschluss wurde er anschließend als hauptberuflicher Darsteller für Film- und Fernsehproduktionen aktiv. In den 1980er Jahren war er vor allem in unterstützenden Nebenrollen in diversen Film wie 52 Pick-Up (1986), Making Mr. Right – Ein Mann à la Carte (1987) und Talk Radio (1988) zu sehen. Dem Fernsehpublikum aus dieser Zeit ist er auch durch die Rolle des Serienmörders David Berkowitz in der TV-Produktion Out of the Darkness in Erinnerung geblieben.
In den 1990er Jahren sind vor allem seine wiederkehrenden Rollen in der Fantasy-Serie Hercules wie auch in der Schwesterserie Xena – Die Kriegerprinzessin zu erwähnen. Bereits 1994 hatte er eine Nebenrolle in dem zugehörigen Fernsehfilm Hercules und das vergessene Königreich verkörpert.
2007 kehrte Trebor noch einmal zu seinen Wurzeln als Theaterdarsteller zurück und konnte mit der Ein-Mann-Aufführung The Return of Brother Theodore, welche das Leben des deutsch-amerikanischen Komikers Brother Theodore nachzeichnet, positive Kritiken einfahren.

## Filmografie (Auswahl)
- 1973: Die Straßen von San Francisco (The Streets of San Francisco, Fernsehserie, 3 Folgen)
- 1973: Calahan (Magnum Force)
- 1980: Im Sommercamp ist die Hölle los (Gorp)
- 1981: The First Time
- 1985: The Purple Rose of Cairo
- 1985: Das Schlitzohr (Turk 182)
- 1985: The Sex O’Clock News
- 1985: Miami Vice (Fernsehserie, Folge 2x02)
- 1985: Nachts wenn der Mörder kommt (Out of the Darkness, Fernsehfilm)
- 1986: Simon & Simon (Fernsehserie, Folge 2x22)
- 1986: 52 Pick-Up
- 1987: Making Mr. Right – Ein Mann à la Carte (Making Mr. Right)
- 1987: Mein teuflischer Liebhaber (My Demon Lover)
- 1988: Talk Radio
- 1989: Murphy Brown (Fernsehserie, Folge 1x19)
- 1989: Baywatch – Die Rettungsschwimmer von Malibu (Baywatch, Fernsehserie, Folge 1x09)
- 1990: Harrys wundersames Strafgericht (Night Court, Fernsehserie, Folge 8x09)
- 1991: Parker Lewis – Der Coole von der Schule (Parker Lewis Can’t Lose, Fernsehserie, Folge 2x03)
- 1992: Universal Soldier
- 1992: Geschichten aus der Gruft (Tales from the Crypt, Fernsehserie, Folge 4x05)
- 1992: Die total beknackte Nuß (The Nutt House)
- 1993: Die Abenteuer des jungen Indiana Jones (The Young Indiana Jones Chronicles, Fernsehserie, Folge 2x08)
- 1994: Hercules und das vergessene Königreich (Hercules and the Lost Kingdom, Fernsehfilm)
- 1994: Shadow und der Fluch des Khan (The Shadow)
- 1995–1999: Hercules (Hercules: The Legendary Journeys, Fernsehserie, 22 Folgen)
- 1996–1999: Xena – Die Kriegerprinzessin (Xena: Warrior Princess, Fernsehserie, 4 Folgen)
- 2001: Dying on the Edge
- 2003: Boomtown (Fernsehserie, Folge 1x13)
- 2004: Jiminy Glick in Gagawood (Jiminy Glick in Lalawood)
- 2004: Raise Your Voice – Lebe deinen Traum (Raise Your Voice)
- 2004: Meet Market
- 2005: The Devil’s Rejects
- 2016: Hail, Caesar!

## Einzelnachweis
1. ↑  Robert Trebor, ‘Hercules: The Legendary Journeys’ Actor, Dies at 71. In: hollywoodreporter.com. 5. April 2025, abgerufen am 5. April 2025 (englisch).

| Personendaten    | Personendaten                   |
| ---------------- | ------------------------------- |
| NAME             | Trebor, Robert                  |
| ALTERNATIVNAMEN  | Schenkman, Robert (Geburtsname) |
| KURZBESCHREIBUNG | US-amerikanischer Schauspieler  |
| GEBURTSDATUM     | 7. Juni 1953                    |
| GEBURTSORT       | Philadelphia, Pennsylvania      |
| STERBEDATUM      | 11. März 2025                   |
| STERBEORT        | Los Angeles, Kalifornien        |